# Albert Hardenberg

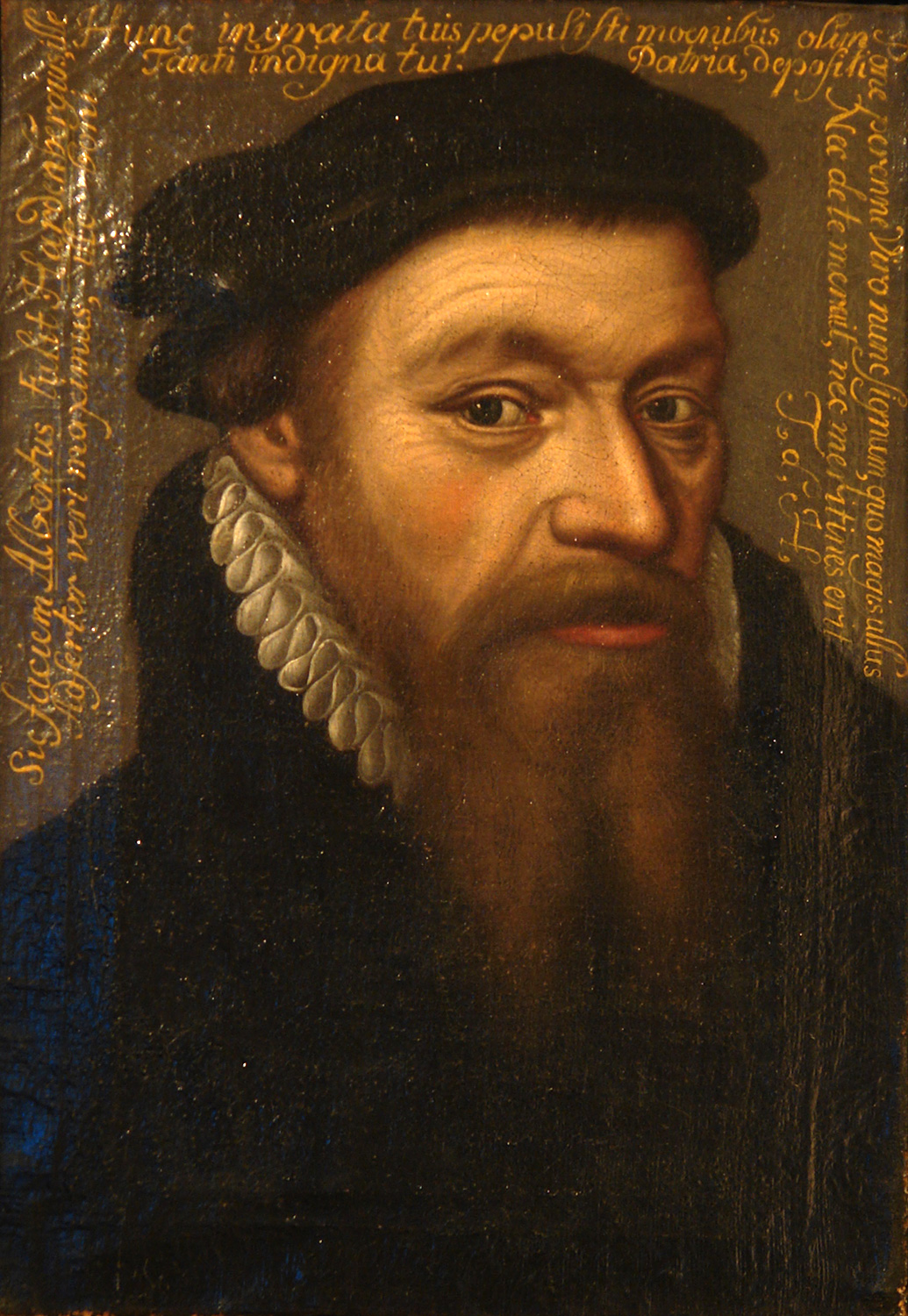
Albert Rizäus Hardenberg

Albert Hardenberg, auch Albert Rizaeus (* um 1510 in Rheeze bei Hardenberg (Overijssel); † 18. Mai 1574 in Emden) war ein reformierter Theologe und Reformator u. a. in Köln, Bremen und Emden.

## Leben

### Jugend und Ausbildung
Hardenbergs verarmte Eltern übergaben den 7-Jährigen den Brüdern vom gemeinsamen Leben in Groningen. 1527 wurde er Mönch des Bernhardinerklosters Aduard. Der junge Mönch wurde 1530 zum Studium nach Löwen geschickt, um später seinem Abt nachfolgen zu können. Schon beim Studium der Theologie wandte er sich dem evangelischen Glauben zu. Nach einem kurzen Aufenthalt in Frankfurt erkrankte er auf der Weiterreise nach Italien und blieb deshalb in Mainz, wo er 1539 den Doktorgrad erwarb.

### In Löwen, Köln, Wittenberg, Worms, Straßburg, Basel und Zürich
In Frankfurt hatte Hardenberg Johannes a Lasco kennengelernt. Ihm schloss er sich immer näher an. Zusammen mit ihm ging er nach Löwen, wo er durch seine Rednergabe eine große Zuhörerschaft erlangte. Wegen seiner reformationsfreundlichen Haltung wurde er jedoch angeklagt. Tausende von Bürgern und Studenten erreichten, dass der Prozess nicht in Brüssel, sondern in Löwen abgehalten wurde. Der Prozess verlief dadurch wider Erwarten günstig. Das Urteil forderte die Verbrennung der Bücher Hardenbergs. Er musste die Gerichtskosten übernehmen und wurde ausgewiesen.
Nach kurzem Aufenthalt im Kloster Aduard erhielt er die Aufforderung, nach Köln zu kommen. Inzwischen war der reformatorische Geist in ihm stärker geworden, und er reiste auf Philipp Melanchthons Rat nach Wittenberg, wo er im Juni 1543 eintraf und sich als „Frisius Theologiae Doctor“ immatrikulierte. Mit Melanchthon blieb er befreundet. Von Wittenberg ging er 1544 zum Erzbischof Hermann von Wied, der ihn mit der Durchführung der von Martin Bucer und Melanchthon eingeleiteten Reformation betraute. Diese Arbeit hielt er für so wichtig, dass er mehrere Berufungen in dieser Zeit ausschlug.
Im Anschluss an den Reichstag zu Worms von 1545 hielt er sich längere Zeit in Straßburg, Basel und Zürich auf. Sein Dienst in Köln hörte erst auf, als Hermann von Wied sein Amt aufzugeben gezwungen war.

### Feldprediger im Norden
Als Feldprediger bei den Truppen des Grafen Christoph von Oldenburg, der das von kaiserlich, katholischen Truppen belagerte Bremen befreien sollte, erlebte Hardenberg die Schlacht bei Drakenburg, nördlich von Nienburg/Weser, bei der das protestantische Heer des Schmalkaldischen Bundes die kaiserlichen Truppen von Herzog Erich II. von Calenberg besiegte.

### Prediger in Bremen
1547 wurde Hardenberg auf Empfehlung des Grafen von Oldenburg Domprediger am Bremer Dom. Außer wöchentlich zwei Predigten hatte er auch eine theologische Vorlesung zu halten.
Mit den Pfarrern und Pröpsten hatte er zunächst ein gutes Verhältnis. Aber bald wurde seine zwinglische Abendmahlslehre festgestellt. Dies führte zu Konflikten mit den anderen, eher orthodoxen lutherischen Pfarrern in Bremen. Die soziale Unter- und Mittelschicht in Bremen standen verstärkt auf der Seite der bescheidenen und volksverbundenen Reformierten.
Der Streit glomm fort, da Melanchthon für seinen Freund eintrat. Einen Ruf nach Emden lehnte er trotz Lascos Zuspruch ab. Mehrfach trat er im Namen der Stadt Bremen mit kirchlichen Gutachten hervor. Die Unterschiede in der Abendmahlsauffassung zwischen den mehrheitlich lutherischen Stadtgeistlichen und ihm als dem Domprediger traten schließlich stärker hervor und lösten den Bremer Abendmahlsstreit aus. Hardenberg versuchte, seine Auffassung nicht deutlicher hervorzukehren.
1555 brach der Streit erneut auf, als Johann Timann für die Ubiquitätslehre eintrat. Eine Aussprache zwischen Hardenberg und ihm brachte keine Klärung. Die ganze Stadt nahm an dem Streit teil. Vermittlungsbemühungen durch den Erzbischof Georg von Braunschweig-Lüneburg im Jahr 1558 konnten den Streit nicht beenden. Bürgermeister Daniel von Büren der Jüngere unterstützte diesen bedeutendsten reformierten Prediger in Bremen gegen eine deutliche konservative Ratsmehrheit. Von Büren sprach dem Bremer Rat die Befugnisse ab, in theologischen Fragen zu entscheiden.
Als sich König Christian III. von Dänemark einschaltete und ebenso wie die Städte Hamburg, Braunschweig und Lübeck seine Entfernung forderte und auch Tilemann Heßhusen gegen ihn auftrat, wurde im Februar 1561 der niedersächsische Kreistag zu Braunschweig mit der Klärung dieser Frage befasst, der am 8. Februar 1561 beschloss, dass Hardenberg innerhalb der nächsten 14 Tage vom Domkapitel Bremen zu entlassen sei. Hardenberg legte am 15. Februar 1561 dagegen Protest ein und verließ Bremen am 18. Februar 1561.
Der Dom blieb bis 1638 geschlossen.

### In Rastede und Emden
Hardenberg fand – wieder durch Bemühungen des Grafen von Oldenburg – Unterschlupf im Kloster Rastede.
1562 trat ein Umschwung zugunsten der philippistischen Richtung ein, die zum reformierten Bekenntnis hinüberführte. Hardenberg blieb indessen im Kloster Rastede und wurde dann 1565 Prediger in Sengwarden.
1567 wurde er Erster Prediger in Emden, wo er bis zu seinem Tode wirkte. Er verfasste mehrere theologische Schriften, sein Wirken aber war mehr durch seine Predigten bestimmt. Begraben ist er in der Großen Kirche in Emden.

### Ehrungen
- Die Hardenbergstraße in Bremen-Neustadt, Ortsteil Buntentor, wurde nach ihm benannt.

### Familie
Hardenberg heiratete im Jahr 1547 Drusilla Sissinghe († 1580). Die Ehe blieb kinderlos.

## Seine Bibliothek
Hardenberg erwarb im Lauf seines Lebens eine reichhaltige Bibliothek, darunter Werke aus der Klosterbibliothek Aduard und aus dem Besitz von Francisco de Enzinas. Diese etwa 526 Druckschriften und 16 Handschriften umfassende Bibliothek ist als einzige private Gelehrtenbibliothek aus der Mitte des 16. Jahrhunderts in Nordwestdeutschland fast vollständig erhalten und bildet heute eine Sondersammlung der Johannes a Lasco Bibliothek in Emden. Darunter finden sich bedeutende Einzelstücke: zwei Bücher (von drei in Emden vorhandenen) aus der Bibliothek des Erasmus von Rotterdam, die über den Zwischenbesitz von Johannes á Lasco, der dessen Sammlung aufgekauft hatte, zu Hardenberg gelangten.
Ab 1998 wurden die Bände in einem DFG-Projekt der Bibliothek in Zusammenarbeit mit der Hochschule Emden/Leer digitalisiert. Ziel des Projekts war es, neben dem Schutz der Originale und der Erstellung von Sicherheitskopien die Materialien online für die Forschung zur Verfügung zu stellen.